# Сервер база података
База (банка) података је колекција података организованих за брзо претраживање и приступ, која заједно са системом за администрацију, организовање и меморисање тих података, чини систем базе података. Из угла корисника, подаци су на неки логички начин повезани. Они представљају неке аспекте реалног света (нпр. корисници и чланци у Википедији).
Корисници приступају бази података првенствено преко упитника. Коришћењем кључних речи и сврставањем команди корисници могу брзо да пронађу, преуреде, групишу и одаберу област у многим записима које треба вратити или помоћу којих треба саставити извештаје о нарочитој скупини података у складу с правилима дотичног система вођења базе података.
Постоје различите врсте база података, зависно од тога на који начин су подаци интерно организовани. Тако се разликују хијерархијске, мрежне (CODASYL), релационалне, објектно-оријентисане, објектно-релационе, прилагођене за WEB, XML и мултимедијске базе података.